# Сахнівська сільська рада (Ружинський район)
Сахнівська сільська рада — колишня адміністративно-територіальна одиниця та орган місцевого самоврядування у Ружинському районі Житомирської області Української РСР з адміністративним центром у селі Сахни.

## Населені пункти
Сільській раді на час ліквідації були підпорядковані населені пункти:
- с. Сахни.

## Історія та адміністративний устрій
Створена 1941 року в с. Сахни Княжиківської сільської ради Ружинського району Житомирської області.
Станом на 1 вересня 1946 року сільська рада входила до складу Ружинського району Житомирської області, на обліку в раді перебувало с. Сахни.
Ліквідована 11 серпня 1954 року, відповідно до указу Президії Верховної ради Української РСР «Про укрупнення сільських рад по Житомирській області», територію ради та с. Сахни приєднано до складу Княжиківської сільської ради Ружинського району Житомирської області.